# Johann Conrad Susemihl
Johann Conrad Susemihl (Rainrod (ma Schwalmtal része), 1767 –  Darmstadt, 1846. október 28.) német rézmetsző és művész, aki természetrajzi, tájképi és építészeti képeiről ismert.

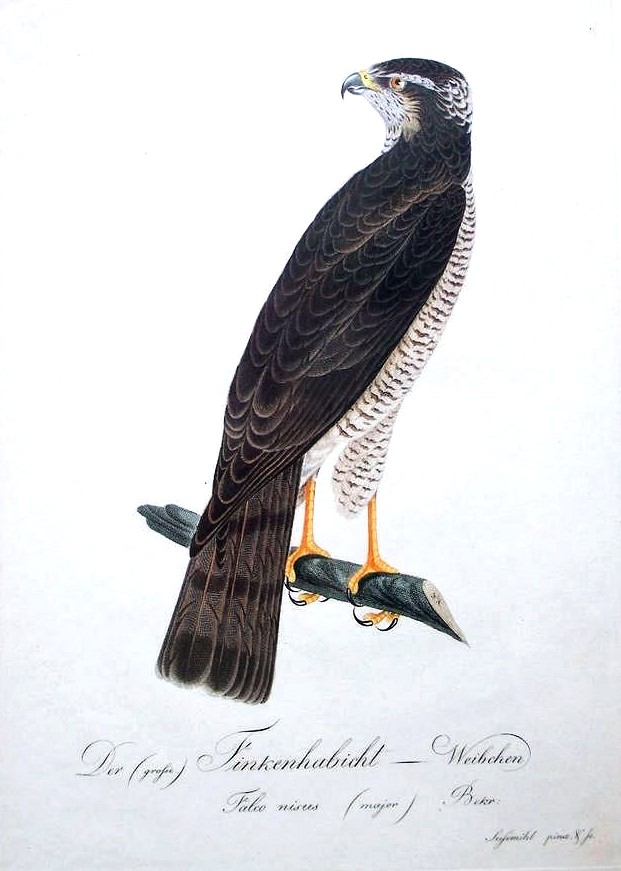
Eurázsiai karvaly nőstény, (Falco nisus = Accipiter nisus), a Johann Conrad Susemihl által rajzolt és metszett "Teutsche Ornithologie oder Naturgeschichte aller Vogel Teutschlands in naturgetreuen Abbildungen und Beschreibungen" című műből, amelyet M. B. Borkhausen adott ki Darmstadtban 1805-ben

## Életpályája
Susemihl kezdetben szabóképzésben részesült, és tizennyolc évesig űzte ezt a szakmát. Majdt a kasseli Johann Carl Müller udvari réznyomtató tanítványa lett. 1789-ben ment Darmstadtba testvérével, Johann Theodor Susemihl állatfestővel és rajzolóval. 1793-ban Lujza hessen–darmstadti hercegnő (1757–1830) Drezdába és Weimarba küldte továbbképzésre. Miután 1795-ben visszatért Darmstadtba, a Bekker testvéreknél dolgozott. Majd I. Lajos nagyherceg udvari metszővé nevezte ki. 
Johann Conrad Susemihl a németországi madarakról szóló, 1800 és 1817 között készült 22 részes, Teutsche Ornithologie oder Naturgeschichte aller Vögel Teutschlands in naturgetreuen Abbildungen und Beschreibungen című művéről híres, amely munkája az Európában akkoriban megjelenő, pazarul illusztrált madárkönyvekkel, például François Le Vaillant könyvével is vetekedett. A mű egy ornitológusokból álló csapat közös munkája volt. A táblákhoz a helyi darmstadti vadászoktól és természettudományi szaktekintélyektől, például Moritz Balthasar Borkhausen természettudóstól érkezett anyag. Johann Conrad Susemihl irányította és végezte a rajzolást, a metszést és a kézi színezést, amelyben gyermekei, Eduard és Emilie, testvére, Johann Theodor Susemihl (1772-1848), H. Curtmann és E. F. Lichthammer segítettek. A mű számos ragadozó madár - köztük sas, sólyom és bagoly - metszetét tartalmazza, és még a kisebb fajok képei is finom részletességgel vannak ábrázolva, számos faj hím és nőstény egyedeit ábrázolják. A szöveg leírja a madár testalkatát, élőhelyét, táplálékát és fészkelését.
Susemihl készítette a nagy német természettudós és misztikus, Lorenz Oken Allgemeine Naturgeschichte für alle Stände című hétkötetes sorozatának tábláit is, amelyet Hoffman 1839 és 1841 között Stuttgartban adott ki.
Egy másik műve, amelyet illusztrált, a Strom-Karte und Profile von dem Rhein in der Gegend des Siebengebirge [A Rajna áramlási térképe és profilja a Sieben-hegység területén] volt. Carl Friedrich Wiebeking (1762-1842) kormányzati vízépítő mérnök és számos könyv szerzője készítette, és a Rajna folyását mutatja be Remagentől Bonnig.

## Fordítás
- Ez a szócikk részben vagy egészben  a   Johann Conrad Susemihl című angol Wikipédia-szócikk fordításán alapul.  Az eredeti cikk szerkesztőit annak laptörténete sorolja fel. Ez a jelzés csupán a megfogalmazás eredetét és a szerzői jogokat jelzi, nem szolgál a cikkben szereplő információk forrásmegjelöléseként.
- Ez a szócikk részben vagy egészben  a   Johann Conrad Susemihl című német Wikipédia-szócikk fordításán alapul.  Az eredeti cikk szerkesztőit annak laptörténete sorolja fel. Ez a jelzés csupán a megfogalmazás eredetét és a szerzői jogokat jelzi, nem szolgál a cikkben szereplő információk forrásmegjelöléseként.